# Julius Honka
Julius Honka (* 3. Dezember 1995 in Jyväskylä) ist ein finnischer Eishockeyspieler, der seit Juli 2025 beim SC Rapperswil-Jona Lakers aus der National League unter Vertrag steht und dort auf der Position des Verteidigers spielt. Zuvor war Honka bereits für den SC Bern, Genève-Servette HC und HC Davos in derselben Liga aktiv. Zudem absolvierte er 87 Spiele für die Dallas Stars in der National Hockey League (NHL).

## Karriere
Honka erlernte das Eishockeyspielen bei Diskos Jyväskylä in seiner Geburtsstadt, ehe er später zum Stadtrivalen JYP Jyväskylä wechselte. Dort spielte der Verteidiger bis zum Ende der Saison 2012/13. Nach seinem ersten Jahr im A-Juniorenbereich beschloss er seinen Stammklub zu verlassen und wechselte nach Nordamerika, wo er sich zur Spielzeit 2013/14 den Swift Current Broncos aus der Western Hockey League anschloss. Diese hatten ihn im CHL Import Draft an Position 34 ausgewählt. Honka absolvierte insgesamt 68 Begegnungen für die Broncos. Seine 58 Scorerpunkte untermauerten am Saisonende die Berufung ins West Second All-Star Team der Liga und die Auswahl an 14. Gesamtposition im NHL Entry Draft 2014 durch die Dallas Stars aus der National Hockey League.
Zur Saison 2014/15 erhielt der 18-Jährige einen NHL-Einstiegsvertrag und wurde von Dallas in den folgenden beiden Spieljahren ausschließlich in der American Hockey League eingesetzt. Dort spielte er für das Farmteam Texas Stars. Nachdem der Finne dort auch die Saison 2016/17 begonnen hatte, wurde er Ende November 2016 erstmals in den NHL-Kader der Dallas Stars berufen und feierte dort sein Debüt. Im Saisonverlauf wurde er für das AHL All-Star Classic nominiert.
Nachdem sein Vertrag im Sommer 2019 ausgelaufen war und er sich mit den Stars bis zum Beginn der Spielzeit 2019/20 nicht auf einen neuen Vertrag einigen konnte, hat er seither den Status eines Restricted Free Agents. Da seine Vertragssituation mit den Stars bis in den Oktober hinein weiter unklar war, unterzeichnete er schließlich einen Vertrag bei seinem Heimatklub JYP Jyväskylä. Dieser besaß bis Ende November 2019 eine Ausstiegsklausel für die NHL, jedoch war der Abwehrspieler in der Folge die gesamte Spielzeit in seiner finnischen Heimat aktiv. Erst im Oktober 2020 kehrte er in die NHL zurück, indem er bei den Stars einen Einjahresvertrag unterzeichnete. Nachdem er einige Partien auf Leihbasis bei den Pelicans absolviert hatte, setzten ihn die Stars in der Saison 2020/21 ausschließlich bei ihrem Farmteam in Texas ein, sodass er im Mai 2021 einen Zweijahresvertrag bei Luleå HF aus der Svenska Hockeyligan (SHL) unterzeichnete und somit erneut nach Europa zurückkehrte.
Zur Saison 2023/24 wechselte der Finne zum SC Bern aus der Schweizer National League, bei dem er einen Zweijahresvertrag unterschrieb. Anfang Dezember 2023 wurde Honka für einen Monat – bis zum Jahresende – an den Ligakonkurrenten Genève-Servette HC verliehen. Zur Spielzeit 2024/25 wechselte er für ein Jahr zum Ligakonkurrenten HC Davos, um in der Folge im Frühjahr 2025 zum SC Rapperswil-Jona Lakers weiterzuziehen.

### International
Für sein Heimatland nahm Honka im Juniorenbereich am Ivan Hlinka Memorial Tournament 2012, der U18-Junioren-Weltmeisterschaft 2013 sowie den U20-Junioren-Weltmeisterschaften 2014 und 2015 teil. Neben einer Bronzemedaille bei der U18-Junioren-Weltmeisterschaft, zu der er in sieben Spielen vier Scorerpunkte beisteuerte, konnte er bei der U20-Junioren-Weltmeisterschaft 2014 den Weltmeistertitel der Altersklasse erringen. Der Verteidiger bestritt auch dort alle sieben Turnierbegegnungen und bereitete ein Tor vor. Im folgenden Jahr erreichte er mit dem Titelverteidiger den siebten Rang.
Bei der Weltmeisterschaft 2017 debütierte Honka für die A-Nationalmannschaft Finnlands und belegte dabei mit dem Team den vierten Platz, bevor im Folgejahr ein fünfter Rang folgte.

## Erfolge und Auszeichnungen
- 2014 Teilnahme am CHL Top Prospects Game
- 2014 WHL East Second All-Star Team
- 2017 Teilnahme am AHL All-Star Classic

### International
- 2013 Bronzemedaille bei der U18-Junioren-Weltmeisterschaft
- 2014 Goldmedaille bei der U20-Junioren-Weltmeisterschaft

## Karrierestatistik
Stand: Ende der Saison 2024/25

### International
Vertrat Finnland bei:
| - Ivan Hlinka Memorial Tournament 2012 - U18-Junioren-Weltmeisterschaft 2013 - U20-Junioren-Weltmeisterschaft 2014 | - U20-Junioren-Weltmeisterschaft 2015 - Weltmeisterschaft 2017 - Weltmeisterschaft 2018 |

(Legende zur Spielerstatistik: Sp oder GP = absolvierte Spiele; T oder G = erzielte Tore; V oder A = erzielte Assists; Pkt oder Pts = erzielte Scorerpunkte; SM oder PIM = erhaltene Strafminuten; +/− = Plus/Minus-Bilanz; PP = erzielte Überzahltore; SH = erzielte Unterzahltore; GW = erzielte Siegtore; 1 Play-downs/Relegation; Kursiv: Statistik nicht vollständig)